# 어지럼증
어지럼증, 현기증은 부분적인 지각이나 안정성의 장애를 말한다. 이 용어의 정의는 조금 부정확한 편이다. 어지러운 기운이 나는 증세로, 어질증이라고도 한다.
어지럼증은 현훈, 불평형감각, 전실신의 의미를 가리킬 수 있고 불명확한 어지럼증을 가리킬 수도 있다.
- 현훈(Vertigo).[5]
- 불평형감각(Disequilibrium)
- 전실신(Presyncope)
- 불명확한 어지럼증[4]

뇌졸중은 응급실 환자의 0.7%에서 볼 수 있는 고립된 어지럼증의 원인이기도 하다.

## 같이 보기
- 균형 장애
- 평형 감각
- 멀미
- 고유수용성감각
- 현훈